# 1 Pułk Ułanów (Cesarstwo Niemieckie)
1 pułk ułanów im. Cesarza Rosji Aleksandra III (Zachodniopruski) (niem. Ulanen-Regiment Nr. 1)  – pułk kawalerii niemieckiej okresu Cesarstwa Niemieckiego.

## Charakterystyka
Pułk został sformowany 1 sierpnia 1745. Stacjonował w Miliczu i Ostrowie Wielkopolskim . Wchodził w skład V Korpusu Armijnego .

 Wiosną 1914 był w strukturze 10 Brygady Kawalerii z 10 Dywizji Piechoty.
W wyniku mobilizacji, w sierpniu 1914 pułk osiągnął gotowość bojową i w składzie 9 Dywizji Piechoty z V Korpusu Armijnego został wysłany na front zachodni.